# الترخيص
الترخيص (بالإنجليزية: Licensure)‏ مصطلح يشير إلى منح رخصة والتي بموجبها يمنح الشخص الإذن في مزاولة نشاط أو مجال ما معين، عادة ما تصدر هذه المشروعية من أجل تنظيم مزاولة المهنة في بعض الأنشطة التي تشكل خطرا أو تعتبر تهديدا لشخص أو للجماعة أو التي تنطوي على مستوى عال من المهارة المتخصصة.